# Bill Sharman
William Walton "Bill" Sharman (25 de Maio de 1926 — 25 de Outubro de 2013) foi um jogador e treinador de basquete profissional. Sharman é mais conhecido por sua passagem no Boston Celtics na década de 1950, onde formou com Bob Cousy uma das maiores duplas da história. Recebeu em 1955 o prêmio de MVP da NBA. Entre 1948 e 1955, ele jogou beisebol pelo Brooklyn Dodgers.
Em 1970, ele dirigiu o Utah Jazz e conquistou o título da ABA. Bill Substituiu Joe Mullaney como o técnico do Los Angeles Lakers, onde obteve um recorde de 69-13. Ele ganhou o prêmio de Treinador do Ano da NBA e foi um dos dois homens a conquistar os títulos da NBA e ABA, o outro, foi Alex Hannum.
Sharman foi introduzido no Basketball Hall of Fame em 1976 como jogador e em 2004 como treinador. Ele é uma das únicas pessoas a conseguir esse feito, as outras foram John Wooden e Lenny Wilkens. Em 1996, foi nomeado como um dos 50 grandes jogadores da história da NBA.

## Primeiros anos
Sharman completou o ensino médio em Porterville, Califórnia. Ele serviu na Marinha dos Estados Unidosdurante a Segunda Guerra Mundial de 1944 a 1946 e se formou na Universidade do Sul da Califórnia.
Após seu último ano, Sharman foi selecionado pra Equipe All-Americans da NCAA de 1950.

## Carreira no beisebol
De 1950 a 1955, Sharman jogou beisebol profissional no sistema de ligas menores do Brooklyn Dodgers. Ele foi contratado pelos Dodgers no final da temporada de 1951, mas não jogou pela equipe. 
Ele fez parte de um jogo de 27 de setembro no qual todo o banco do Brooklyn foi expulso por discutir com o árbitro. Isso levou à lenda de que Sharman tem a distinção de ser o único jogador na história do beisebol a ser ejetado de um jogo da liga principal sem nunca jogar em um.

## Carreira como jogador
Sharman foi selecionado pelo Washington Capitols na segunda rodada do Draft da NBA de 1950. Após a dissolução dos Capitols, ele foi selecionado pelo Fort Wayne Pistons no draft de dispersão e foi subsequentemente negociado para o Boston Celtics antes da temporada de 1951-52. Sharman jogou um total de dez temporadas pelo Celtics, liderando a equipe na pontuação entre as temporadas de 1955-56 e 1958-59, com média de mais de 20 pontos por jogo durante o período.
Sharman liderou a NBA em percentual de lances livres sete vezes (incluindo um recorde de cinco temporadas consecutivas), e sua marca de 93,2% na temporada de 1958-59 permaneceu como recorde da NBA até que Ernie DiGregorio superou na temporada de 1976-77. 
Sharman foi nomeado para a Primeira-Equipe da NBA de 1956 a 1959 e para a Segunda-Equipe da NBA em 1953, 1955 e 1960.
Sharman jogou em oito All-Star Game, marcando dois dígitos em sete deles. Ele foi nomeado como o MVP do All-Star Game em 1955, depois de marcar dez dos seus quinze pontos no quarto período.
Sharman terminou sua carreira na NBA depois de 11 temporadas em 1961.

## Carreira como treinador
Sharman treinou o Cleveland Pipers da American Basketball League e eles foram campeões da liga em 1962.
Na temporada de 1970-71, ele levou o Utah Stars para o título da ABA e foi um co-vencedor do prêmio de Treinador do Ano da ABA. Depois de se demitir do cargo de treinador do Utah Stars, Sharman assinou um contrato para treinar o Los Angeles Lakers. A controvérsia se seguiu quando o proprietário do Utah Stars moveu uma ação contra Sharman por quebra de contrato e uma ação judicial contra o dono do Los Angeles Lakers por induzir tal quebra. Sharman foi originalmente condenado a pagar US $ 250.000 em danos, mas depois recorreu da decisão do tribunal e reverteu a sentença.
Na temporada seguinte, ele guiou o Los Angeles Lakers de Wilt Chamberlain e Jerry West, para um recorde da NBA de 33 vitórias consecutivas, além do primeiro título da NBA dos Lakers em Los Angeles e o primeiro em mais de uma década. Naquela temporada, Sharman foi eleito o Treinador do Ano da NBA. Ele é um dos dois homens a vencer os títulos da NBA e da ABA como treinador; coincidentemente, o outro, Alex Hannum, também treinou uma equipe liderada por Chamberlain (o Philadelphia 76ers de 1967) para o título da NBA.

## Pós-Carreira

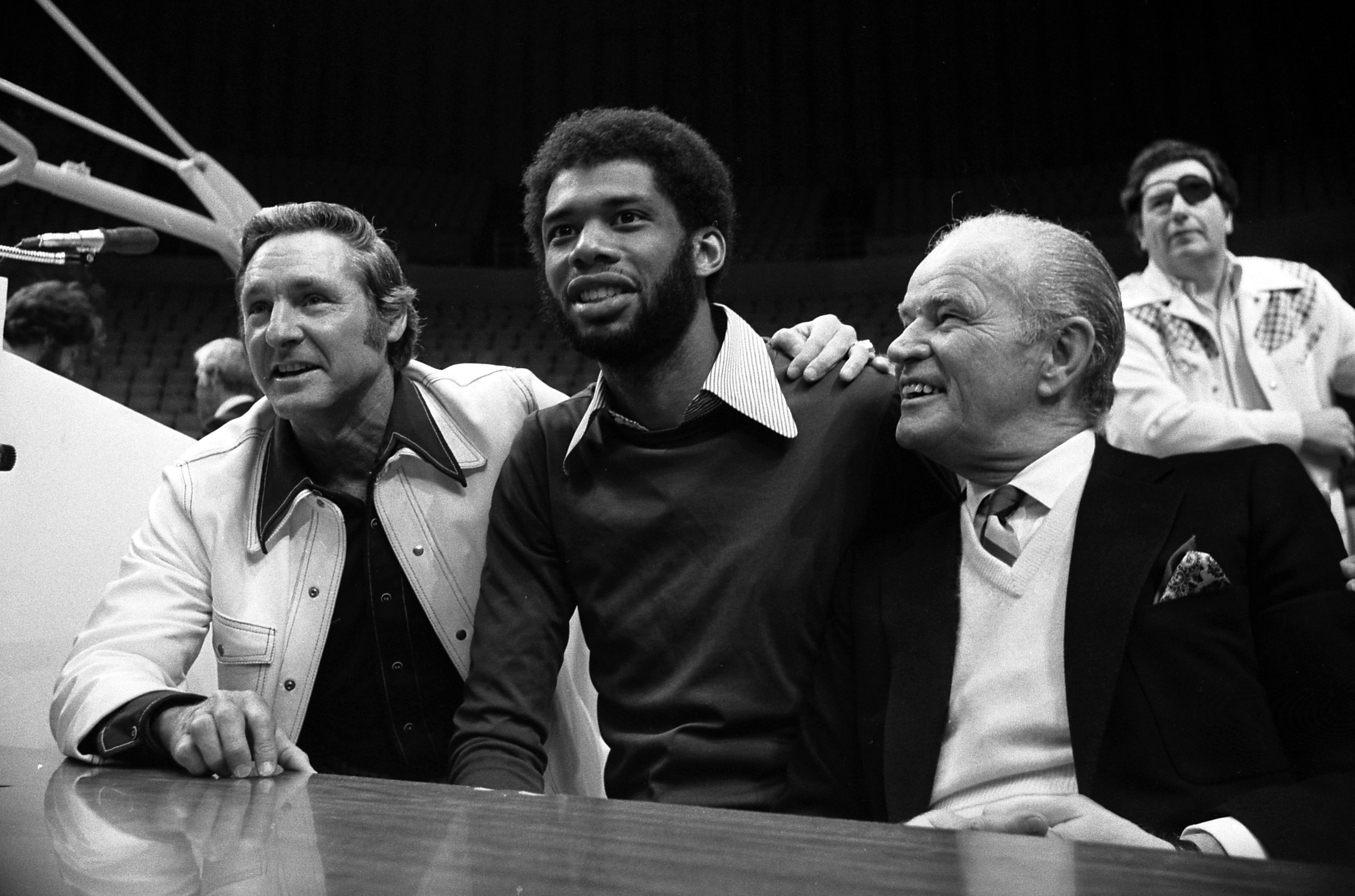
Bill Sharman, Kareem Abdul-Jabbar e Jack Kent Cooke em coletiva de imprensa anunciando a contratação de Kareem pelo Lakers em Los Angeles, 1975

Sharman foi eleito para o Basketball Hall of Fame em 1976 como jogador e novamente em 2004 como treinador. Ele é um dos quatro únicos a serem consagrados em ambas as categorias, sendo os outros: John Wooden, Lenny Wilkens e Tom Heinsohn.
Em 1971, Sharman foi nomeado para a Equipe do 25° Aniversário da NBA. Em 29 de outubro de 1996, Sharman foi eleito como um dos 50 grandes jogadores da história da NBA.
Como gerente geral dos Lakers, Sharman construiu as equipes campeãs da NBA de 1980 e 1982 e, como presidente dos Lakers, supervisionou as equipes que foram campeãs da NBA em 1985, 1987 e 1988. Sharman se aposentou da diretoria do Lakers em 1991, aos 65 anos.
Sharman foi o autor de dois livros, Sharman on Basketball Shooting e The Wooden-Sharman Method: A Guide to Winning Basketball com John Wooden e Bob Selzer.
Em 2013, Sharman decidiu vender seu anel do título da NBA de 2010 que ele recebeu dos Lakers para beneficiar a caridade.

## Morte
Sharman morreu em sua casa em Redondo Beach, Califórnia, em 25 de outubro de 2013, aos 87 anos, depois de ter sofrido um derrame na semana anterior.

## Estatísticas

### Como jogador
| † | Campeão da NBA |

#### Temporada regular
| Ano      | Equipe     | PJ  | MPJ  | AP   | 3P    | LL  | AS  | PPJ  |
| -------- | ---------- | --- | ---- | ---- | ----- | --- | --- | ---- |
| 1950–51  | Washington | 31  | –    | .370 | .889  | 3.5 | 1.3 | 12.2 |
| 1951–52  | Boston     | 63  | 22.0 | .389 | .859  | 3.5 | 2.4 | 10.7 |
| 1952–53  | Boston     | 71  | 32.9 | .436 | .850* | 4.1 | 2.7 | 16.2 |
| 1953–54  | Boston     | 72  | 34.3 | .450 | .844* | 3.5 | 3.2 | 16.0 |
| 1954–55  | Boston     | 68  | 36.1 | .427 | .897* | 4.4 | 4.1 | 18.4 |
| 1955–56  | Boston     | 72  | 37.5 | .438 | .867* | 3.6 | 4.7 | 19.9 |
| 1956–57† | Boston     | 67  | 35.9 | .416 | .905* | 4.3 | 3.5 | 21.1 |
| 1957–58  | Boston     | 63  | 35.1 | .424 | .893  | 4.7 | 2.7 | 22.3 |
| 1958–59† | Boston     | 72  | 33.1 | .408 | .932* | 4.1 | 2.5 | 20.4 |
| 1959–60† | Boston     | 71  | 27.0 | .456 | .866  | 3.7 | 2.0 | 19.3 |
| 1960–61† | Boston     | 61  | 25.2 | .422 | .921* | 3.7 | 2.4 | 16.0 |
| Carreira | Carreira   | 711 | 32.0 | .426 | .883  | 3.9 | 3.0 | 17.8 |
| All-Star | All-Star   | 8   | 24.3 | .385 | .815  | 3.9 | 2.0 | 12.8 |

#### Playoffs
| Ano      | Equipe   | PJ | MPJ  | AP    | 3P    | LL  | AS  | PPJ  |
| -------- | -------- | -- | ---- | ----- | ----- | --- | --- | ---- |
| 1952     | Boston   | 1  | 27.0 | .583  | 1.000 | 3.0 | 7.0 | 15.0 |
| 1953     | Boston   | 6  | 33.5 | .333  | .938  | 2.5 | 2.5 | 11.7 |
| 1954     | Boston   | 6  | 34.3 | .432  | .860  | 4.2 | 1.7 | 18.8 |
| 1955     | Boston   | 7  | 41.4 | .500  | .921  | 5.4 | 5.4 | 20.7 |
| 1956     | Boston   | 3  | 39.7 | .391  | .941* | 2.3 | 4.0 | 17.3 |
| 1957†    | Boston   | 10 | 37.7 | .381  | .953* | 3.5 | 2.9 | 21.1 |
| 1958     | Boston   | 11 | 36.9 | .407  | .929  | 4.9 | 2.3 | 21.1 |
| 1959†    | Boston   | 11 | 29.3 | .425  | .966* | 3.3 | 2.5 | 20.1 |
| 1960†    | Boston   | 13 | 28.0 | .421  | .811  | 3.5 | 1.5 | 16.8 |
| 1961†    | Boston   | 10 | 26.1 | .511* | .889  | 2.7 | 1.7 | 16.8 |
| Carreira | Carreira | 78 | 33.0 | .426  | .911  | 3.7 | 2.6 | 18.5 |

### Como treinador
|               |          |       |          |          |      |                 | Playoffs | Playoffs | Playoffs | Playoffs |                                |
| Time          | Ano      | Jogos | Vitórias | Derrotas | %    | Classificação   | Jogos    | Vitórias | Derrotas | %        | Resultado                      |
| ------------- | -------- | ----- | -------- | -------- | ---- | --------------- | -------- | -------- | -------- | -------- | ------------------------------ |
| San Francisco | 1966–67  | 81    | 44       | 37       | .543 | 1st na Western  | 15       | 9        | 6        | .600     | Perdeu na Final da NBA         |
| San Francisco | 1967–68  | 82    | 43       | 39       | .524 | 3rd na Western  | 10       | 4        | 6        | .400     | Perdeu nas Finais de Div.      |
| Utah (ABA)    | 1968–69  | 78    | 33       | 45       | .423 | 5th na Western  | -        | -        | -        | –        | Não foi para os Playoffs       |
| Utah (ABA)    | 1969–70  | 84    | 43       | 41       | .512 | 4th na Western  | 17       | 10       | 7        | .588     | Perdeu na Final da ABA         |
| Utah (ABA)    | 1970–71  | 84    | 57       | 27       | .679 | 2nd na Western  | 18       | 12       | 6        | .667     | Campeão da ABA                 |
| Los Angeles   | 1971–72  | 82    | 69       | 13       | .841 | 1st no Pacifico | 15       | 12       | 3        | .800     | Campeão da NBA                 |
| Los Angeles   | 1972–73  | 82    | 60       | 22       | .732 | 1st no Pacifico | 17       | 9        | 8        | .529     | Perdeu na Final da NBA         |
| Los Angeles   | 1973–74  | 82    | 47       | 35       | .573 | 1st no Pacifico | 5        | 1        | 4        | .200     | Perdeu nas Semi-finais de Div. |
| Los Angeles   | 1974–75  | 82    | 30       | 52       | .366 | 5th no Pacifico | -        | -        | -        | –        | Não foi para os Playoffs       |
| Los Angeles   | 1975–76  | 82    | 40       | 42       | .488 | 4th no Pacifico | -        | -        | -        | –        | Não foi para os Playoffs       |
| Carreira      | Carreira | 819   | 466      | 353      | .569 |                 | 97       | 57       | 40       | .588     |                                |

Fonte:

## Títulos e Homenagens

### Como jogador
- 4× Campeão da NBA (1957, 1959–1961)
- 8× All-Star da NBA (1953–1960)
- MVP do All-Star Game (1955)
- 4× Primeira-Equipe da NBA (1956–1959)
- 3× Segunda-Equipe da NBA (1953, 1955, 1960)
- Equipe do 25° Aniversário da NBA
- Equipe do 50° Aniversário da NBA
- No. 21 aposentado pelo Boston Celtics
- No. 11 aposentado pela USC

### Como treinador
- Campeão da NBA (1972)
- Campeão da ABA (1971)
- Campeão da ABL (1962)
- Treinador do Ano da NBA (1972)
- Treinador do Ano da ABA (1970)
- 3× Treinador do All-Star Game (1968, 1972, 1973)

### Como executivo
- 5× Campeão da NBA (1980, 1982, 1985, 1987, 1988)